# Guerra del Líban de 1982

Bandera nacional del Líban

La Guerra del Líban de 1982, denominada per Israel Operació Pau per a Galilea i també de vegades coneguda com a Primera Guerra del Líban, va ser un conflicte armat que va donar inici el 6 de juny de 1982 les Forces de Defensa d'Israel van envair el sud del Líban amb l'objectiu d'expulsar l'Organització per a l'Alliberament de Palestina (OAP) d'aquest país. El Govern d'Israel va ordenar la invasió com a resposta a l'intent d'assassinat de l'ambaixador israelià al Regne Unit, Shlomo Argov, per part del grup d'Abu Nidal.

## Antecedents
El conflicte entre el Líban i Israel es remunta a la dècada de 1970 i ha donat lloc a nombroses i sagnants incursions militars israelianes contra grups armats palestins i Hesbol·là.
El 1978, Israel va ocupar part del territori libanès en l'Operació Litani, assentant-se en una franja situada al sud del riu del mateix nom. Més de 1.000 civils van morir en la contesa. Aquest mateix any, el Consell de Seguretat de les Nacions Unides va aprovar sengles resolucions en què instava Israel a abandonar els territoris ocupats i creava una força provisional internacional per tal de confirmar aquesta retirada i garantir el restabliment de la pau.
Al juny de 1978, les forces israelianes es van retirar del Líban, exceptuant el que Tel-Aviv va denominar "zona de seguretat". En aquesta regió, els israelians han comptat amb l'ajuda d'una milícia cristiana libanesa, l'Exèrcit del Sud del Líban (ESL), al que proporcionen instrucció militar i ajuda econòmica. Israel s'annexà els Alts del Golan en 1981 i en incrementà els atacs a diversos països àrabs. Des de 1981, els combats al sud del Líban han involucrat a Hesbol·là i les forces israelianes i de l'ESL.

### Casus belli
El 3 de juny del 1982 es va produir un intent d'assassinat de l'ambaixador israelià a Gran Bretanya Shlomo Argov, a mans de guerrillers palestins de l'organització d'Abu Nidal, llavors establert a l'Iraq, i possiblement amb participació siriana o iraquiana. El govern israelià va decidir aprofitar l'oportunitat per posar fi a la presència palestina al sud del Líban justificant la invasió citant 270 atacs de resistents palestins a l'ocupació israeliana pertanyents de l'Organització d'Alliberament de Palestina (OAP) a Israel, els territoris ocupats, i la frontera amb Jordània i Líban (a més de 20 atacs contra interessos israelians a l'estranger).

## La guerra
L'exèrcit israelià es dirigí cap al nord per tal d'envoltar la capital, Beirut. Les FDI van decidir travessar el riu Litani pel pont de Qa'qa'iya i els israelians podrien haver procedit a Nabatieh sense ser afectats pel Castell de Beaufort, on hi havia tropes de l'OAP estacionades, però l'Estat Major General va emetre una ordre per ajornar l'operació que no va arribar a la unitat de comando Golani i les posicions palestines al castell foren bombardejades i finalment el castell capturat pels israelians el 7 de juny.
Després d'un perllongat setge de la ciutat, la lluita va acabar amb un acord negociat per Estats Units entre les parts el 21 d'agost de 1982, que permetia l'evacuació segura dels combatents palestins de la ciutat sota la supervisió de les nacions occidentals i garantia la protecció dels refugiats i els civils residents en els campaments de refugiats. L'operació militar va rebre el nom de Pau per a Galilea.
Durant l'ocupació israeliana de Beirut, es va permetre l'entrada de milícies cristià-falangistes libaneses a la zona oest de la ciutat, on es trobaven dos camps de refugiats. El 16 de setembre, aquestes milícies van entrar als camps i van iniciar l'execució d'uns 1.000 refugiats palestins a la ciutat.
La Força Multinacional al Líban arriba a Beirut el 1982 en plena invasió israeliana i fa front a un clima hostil. Després de l'assassinat d'Amine Gemayel el setembre de 1982, la posició d'Israel a Beirut es va fer insostenible i la signatura d'un tractat de pau es va fer cada cop més improbable. Hi va haver indignació pel paper de les FDI en la matança de Sabra i Xatila, provocar la desil·lusió pública israeliana amb la guerra. Les FDI es van retirar de Beirut i van acabar les seves operacions el 29 de setembre de 1982.
L'abril 1983, un atemptat contra l'ambaixada americana mata 63 persones i deixa 100 ferits. L'Acord del 17 de maig, que mai no entrarà en vigor va posar fi a l'estat de guerra entre Israel i el Líban i va preveure la retirada d'Israel del país. El 25 de juliol de 1983, després de l'assassinat de set soldats israelians, Tel-Aviv va posar en marxa l'operació Rendició de Comptes (la Guerra dels Set Dies des de l'òptica àrab), en la qual el sud del país va patir l'ofensiva militar. Els combats van acabar en arribar les parts contendents, amb la mediació dels Estats Units, a un acord pel qual s'estipulava que els combatents de Hesbol·là no atacarien el nord d'Israel i que els israelians no atacarien a persones o blancs civils al Líban. Enmig de l'augment de les víctimes dels atacs de la guerrilla, les FDI es van retirar al sud del riu Awali el 3 de setembre de 1983.

## Conseqüències
Les forces israelianes van ocupar Beirut fins a juliol de 1983, quan es van retirar al riu Awali, al nord de Sidó. Tota la zona compresa entre aquest riu i la frontera va seguir ocupada fins a 1985, quan van retrocedir novament a la 'zona de seguretat '.
Les forces de Tel-Aviv van ser assetjades durant aquest període per multitud de grups armats libanesos, entre els quals destaquen els sorgits de la comunitat xiïta, la més nombrosa del sud del Líban. Entre ells ocupa un lloc preferent l'organització Hesbol·là, fundada el 1982.
Les relacions entre les diferents milícies libaneses s'han caracteritzat sovint per la rivalitat, el que ha provocat diversos enfrontaments armats. La Lliga Àrab va posar fi a aquests atacs amb la signatura de l'Acord de Taif a 1989.

## El poder de Hesbol·là
El Govern libanès va decretar el desarmament de tots els grups armats del país, amb excepció de Hesbol·là, que va desmantellar la seva estructura a Beirut, però la va mantenir al sud del Líban per continuar el seu conflicte amb Israel. Des de 1981, els combats al sud del Líban han involucrat a Hesbol·là i les forces israelianes i de l'ESL. El 25 de juliol de 1983, després de l'assassinat de set soldats israelians, Tel-Aviv va posar en marxa l'operació Rendició de Comptes' (la' Guerra dels Set Dies ' des de l'òptica panarabista), en la qual el sud del país va patir l'ofensiva.